# Football League Trophy 2015-2016

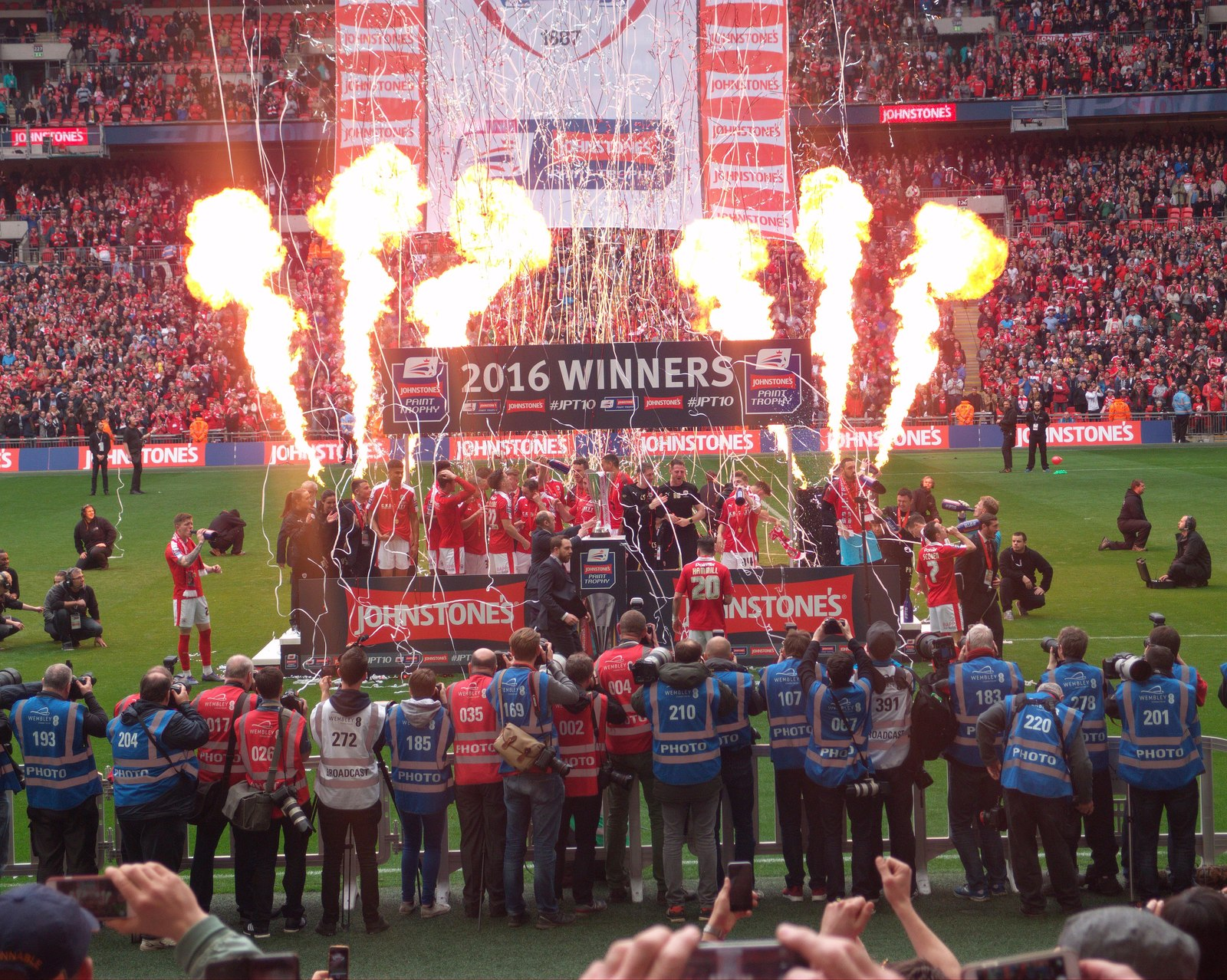
Wembley celebrations (3 aprile 2016)

Il Football League Trophy 2015-2016 è la 35ª edizione della manifestazione calcistica. È iniziata il 1 settembre 2015 e si è conclusa con la finale al Wembley Stadium il 3 aprile 2016.
Il detentore del titolo, il Bristol City, non potrà partecipare alla competizione a causa della sua promozione nella Football League Championship.

## Primo Turno

### Sezione Nord-Ovest
-  Accrington Stanley
-  Bury
-  Carlisle Utd
-  Morecambe
-  Oldham Athletic
-  Port Vale
-  Shrewsbury Town
-  Walsall

### Sezione Nord-Est
-  Barnsley
-  Burton Albion
-  Doncaster
-  Hartlepool Utd
-  Mansfield Town
-  Notts County
-  Scunthorpe Utd
-  Sheffield Utd

### Sezione Sud-Ovest
-  Barnet
-  Exeter City
-  Newport County
-  Plymouth
-  Portsmouth
-  Swindon Town
-  AFC Wimbledon
-  Yeovil Town

### Sezione Sud-Est
-  Cambridge Utd
-  Colchester Utd
-  Dag & Red
-  Leyton Orient
-  Luton Town
-  Millwall
-  Northampton Town
-  Peterborough Utd

## Secondo Turno
- 16 club vincitori del primo turno

### Sezione Nord-Ovest
-  Blackpool
-  Crewe Alexandra
-  Fleetwood Town
-  Wigan

### Sezione Nord-Est
-  Bradford City
-  Chesterfield
-  Rochdale
-  York City

### Sezione Sud-Ovest
-  Bristol Rovers
-  Coventry City
-  Oxford Utd
-  Wycombe

### Sezione Sud-Est
-  Crawley Town
-  Gillingham
-  Southend Utd
-  Stevenage

## Calendario

### Primo Turno

#### Sezione Nord

##### Nord-Ovest
| Squadra 1          | Risultato | Squadra 2       |
| ------------------ | --------- | --------------- |
| Port Vale          | 1 - 0     | Carlisle Utd    |
| Shrewsbury Town    | 2 - 0     | Oldham Athletic |
| Accrington Stanley | 1 - 2     | Bury            |
| Morecambe          | 2 - 0     | Walsall         |

##### Nord-Est
| Squadra 1      | Risultato | Squadra 2      |
| -------------- | --------- | -------------- |
| Hartlepool Utd | 1 - 1     | Sheffield Utd  |
| Doncaster      | 0 - 0     | Burton Albion  |
| Notts County   | 3 - 1     | Mansfield Town |
| Scunthorpe Utd | 1 - 2     | Barnsley       |

#### Sezione Sud

##### Sud-Ovest
| Squadra 1      | Risultato | Squadra 2    |
| -------------- | --------- | ------------ |
| Yeovil Town    | 0 - 0     | Barnet       |
| Newport County | 1 - 1     | Swindon Town |
| Exeter City    | 2 - 0     | Portsmouth   |
| AFC Wimbledon  | 0 - 2     | Plymouth     |

##### Sud-Est
| Squadra 1        | Risultato | Squadra 2        |
| ---------------- | --------- | ---------------- |
| Luton Town       | 2 - 1     | Leyton Orient    |
| Millwall         | 1 - 0     | Peterborough Utd |
| Northampton Town | 3 - 2     | Colchester Utd   |
| Cambridge Utd    | 0 - 2     | Dag & Red        |

### Secondo Turno

#### Sezione Nord

##### Nord-Ovest
| Squadra 1       | Risultato | Squadra 2       |
| --------------- | --------- | --------------- |
| Port Vale       | 1 - 2     | Blackpool       |
| Newport County  | 0 - 1     | Morecambe       |
| Crewe Alexandra | 2 - 3     | Wigan           |
| Fleetwood Town  | 2 - 1     | Shrewsbury Town |

##### Nord-Est
| Squadra 1     | Risultato | Squadra 2    |
| ------------- | --------- | ------------ |
| York City     | 2 - 0     | Doncaster    |
| Sheffield Utd | 5 - 1     | Notts County |
| Rochdale      | 2 - 1     | Chesterfield |
| Bradford City | 1 - 2     | Barnsley     |

#### Sezione Sud

##### Sud-Ovest
| Squadra 1      | Risultato | Squadra 2     |
| -------------- | --------- | ------------- |
| Yeovil Town    | 0 - 0     | Coventry City |
| Plymouth       | 2 - 0     | Exeter City   |
| Oxford Utd     | 2 - 0     | Swindon Town  |
| Bristol Rovers | 2 - 0     | Wycombe       |

##### Sud-Est
| Squadra 1    | Risultato | Squadra 2        |
| ------------ | --------- | ---------------- |
| Millwall     | 2 - 0     | Northampton Town |
| Crawley Town | 0 - 3     | Southend Utd     |
| Gillingham   | 2 - 1     | Luton Town       |
| Stevenage    | 1 - 2     | Dag & Red        |

### Quarti di Finale

#### Sezione Nord
| Squadra 1      | Risultato | Squadra 2     |
| -------------- | --------- | ------------- |
| Wigan          | 4 - 0     | Blackpool     |
| Rochdale       | 0 - 1     | Morecambe     |
| Fleetwood Town | 0 - 0     | Sheffield Utd |
| Barnsley       | 2 - 1     | York City     |

#### Sezione Sud
| Squadra 1    | Risultato | Squadra 2      |
| ------------ | --------- | -------------- |
| Gillingham   | 1 - 1     | Yeovil Town    |
| Plymouth     | 3 - 5     | Millwall       |
| Southend Utd | 1 - 0     | Bristol Rovers |
| Dag & Red    | 0 - 2     | Oxford Utd     |

### Semifinali

#### Sezione Nord
| Squadra 1      | Risultato | Squadra 2 |
| -------------- | --------- | --------- |
| Wigan          | 2 - 2     | Barnsley  |
| Fleetwood Town | 2 - 0     | Morecambe |

#### Sezione Sud
| Squadra 1    | Risultato | Squadra 2   |
| ------------ | --------- | ----------- |
| Oxford Utd   | 3 - 2     | Yeovil Town |
| Southend Utd | 0 - 2     | Millwall    |

### Finali

#### Sezione Nord
| Squadra 1 | Totale | Squadra 2 | Andata | Ritorno |
| --------- | ------ | --------- | ------ | ------- |
| Barnsley  | 2 - 2  | Walsall   | 1 - 1  | 1 - 1   |

#### Sezione Sud
| Squadra 1 | Totale | Squadra 2  | Andata | Ritorno |
| --------- | ------ | ---------- | ------ | ------- |
| Millwall  | 1 - 2  | Oxford Utd | 0 - 2  | 1 - 0   |

### Finalissima
| Squadra 1 | Risultato | Squadra 2  |
| --------- | --------- | ---------- |
| Barnsley  | 3 - 2     | Oxford Utd |